# Cristilabrum buryillum
Cristilabrum buryillum és una espècie de gastròpode eupulmonat terrestre de la família Camaenidae endèmic d'Austràlia.